# Niefernheim
Niefernheim is een plaats in de Duitse gemeente Zellertal (Pfalz), deelstaat Rijnland-Palts, en telt 200 inwoners.